# Un noble polonais
Un noble polonais (en néerlandais : Een poolse edelman) est un tableau peint en 1637 par Rembrandt. Plusieurs autres titres ont été utilisés pour cette œuvre, et le titre originel n'est pas connu. Il représente un homme dans un costume bigarré, empruntant ses éléments à l'Est de l'Europe. L'identité de l'homme n'est pas certaine, et a fait l'objet de plusieurs hypothèses. Le fait que l'habit du personnage soit polonais n'est pas non plus admis par tous les historiens d'art, et il a été enfin considéré qu'il pouvait s'agir d'un autoportrait.
La peinture est exposée à la National Gallery of Art de Washington, DC.

## Description
Le portrait représente un homme, dont l'âge a été estimé à 45 ans, debout, de trois-quarts, le côté droit face au spectateur, et le visage tourné vers lui, barré par une épaisse moustache, avec un regard de commandement ou d'attente. Une grosse perle en forme de poire pend à la boucle d'or fixée à son oreille.
Il tient dans sa main droite, un bâton avec un manchon d'or, porte un haut bonnet de fourrure entouré d'une chaîne en or, avec des pierres précieuses et des armoiries en son centre. Il porte un manteau rouge-brun, au large col de fourrure, sur lequel repose une lourde chaîne dorée, qui entoure sa poitrine. Son pendentif, sur son épaule droite, est l'insigne des trois queues de cheval, décoration caractéristique des pachas.
L'ensemble évoque la noblesse polonaise (szlachta) de la république des Deux Nations. La lumière vient de la gauche et tombe sur le côté droit de son visage. Le fond est brun-gris.

## Histoire
Le tableau a été peint par Rembrandt en 1637. L'appellation Un noble polonais (A Polish Nobleman) est la plus récente, et maintenant la plus largement reconnue, mais d'autres l'ont précédée, dont celles de Portrait d'un prince slave, de Portrait d'un Turc, et d'Homme en costume russe, et peut-être Un ambassadeur de Moscovie (Een Ambassadeur van Moscovien).
Son authenticité est confirmée par une analyse du panneau de bois sur lequel il est peint. Elle montre qu'il provient d'un arbre abattu vers 1635, de même qu'un autre panneau utilisé par le peintre pour Paysage de rivière avec des ruines (1650). 
Les premiers propriétaires ne sont pas connus avec certitude, mais un certain Harman van Swole pourrait en faire partie. Le tableau est acheté en 1768 par Catherine II, et conservé dans le musée de l'Ermitage à Saint-Pétersbourg. Il est vendu secrètement par le gouvernement soviétique en 1931 à un consortium de galeries privées occidentales pour le compte d'Andrew Mellon, puis donné en 1937 à la National Gallery of Art de Washington. 
L'achat d'Andrew Mellon fait partie d'une série de 21 acquisitions effectuées entre 1930 et 1933, qu'il a niées durant des années, compte tenu de la crise traversée par les États-Unis, d'un prix d'achat qui aurait pu sembler extravagant, et de l'hostilité générale au pouvoir soviétique. Les œuvres ont été conservées pendant un certain temps dans une section de la Corcoran Gallery of Art à Washington, DC.
La peinture a été radiographiée et restaurée en 1985.

## Analyse
L'œuvre a été qualifiée par certains critiques d'art de tronie, peinture exagérant une expression ou une particularité de costume. Melissa Percival note ainsi que le spectateur a son attention attirée par l'extravagance du col de fourrure, le chapeau de travers, la moustache touffue, et le reste à l'avenant, le tout donnant « l'impression que la peinture ne doit pas vraiment être prise au sérieux ».
Les chercheurs ont tenté pendant plus d'un siècle de savoir qui était représenté. Les premières hypothèses, Jean III Sobieski (âgé de huit ans en 1637) ou Étienne Bathory (qui meurt en 1586) ont été écartées. Selon Otakar Odložilík, le costume est évidemment polonais, mais rien ne prouve que l'homme qui le porte le soit ni ne donne d'indication sur son identité. Il souligne néanmoins que la plupart des historiens sont d'accord pour penser qu'il s'agit d'un noble polonais. Ses recherches suggèrent que c'est peut-être d'Andrzej Rej, un diplomate polonais présent à Amsterdam et dans les Pays-Bas, à l'époque où Rembrandt a peint le tableau. 
Néanmoins, en l'absence des documents contemporains irréfutables, Odložilík considère qu'il ne peut être tiré de conclusions certaines. Il mentionne également les travaux de Kurt Bauch qui suggère que le modèle pourrait être le frère de Rembrandt, Adriaen, mais le juge peu probable.
D'autres points de vue ont été formés depuis la publication de son article. En 1979, l'historien de l'art Kenneth Clark estime qu'il s'agit un autoportrait idéalisé et « en robe d'apparat ». En 2001, Walter Liedtke du Metropolitan Museum of Art considère que le chapeau est russe et Marieke de Winkel affirme en 2006 que « ...l'homme ne peut pas être identifié comme un Polonais, mais comme un boyard moscovite »,. Le musée indique qu'il ne s'agit probablement pas un portrait d'une personne déterminée, mais note une forte ressemblance avec Rembrandt et suggère à son tour que ce pourrait être un autoportrait. Une analyse aux rayons X du tableau montre que Rembrandt a modifié pendant la peinture du tableau les joues du personnage, qui sont in fine plus rondes que les siennes.